# Apartament (film 2004)
Apartament (tytuł oryg. Wicker Park) – thriller psychologiczny w reżyserii Paula McGuigana wyprodukowany w 2004 roku. Jest to remake francuskiego filmu o tym samym tytule z roku 1996. Film był nominowany do nagrody Grand Prix w Montrealu, gdzie częściowo były również robione zdjęcia (film był kręcony w Chicago, Nowym Jorku oraz w Montrealu (Kanada). Premiera w Polsce odbyła się 26 listopada 2004 roku.

## Fabuła
Lisa postanowiła wyjechać i zostawiła Matthew wiadomość, której on nie otrzymał. Matthew chce zacząć od nowa ułożyć sobie życie, jednak pewnego dnia będąc w barze, słyszy głos łudząco podobny do głosu Lisy. Mimo chęci dowiedzenia się prawdy nie udaje mu się dogonić dziewczyny. Ślad, na który trafia, doprowadził go do jednego z apartamentów. Jednak i tym razem trop okazał się fałszywy. Mimo to, na swojej drodze spotyka tajemniczą dziewczynę.

## Obsada
- Josh Hartnett jako Matthew
- Rose Byrne jako Alex
- Matthew Lillard jako Luke
- Diane Kruger jako Lisa
- Jessica Paré jako Rebecca
- Christopher Cousins jako Daniel
- Marcel Jeannin jako reżyser teatralny
- Mark Camacho jako barman
- Richard Jutras jako manager hotelu